# Bruno (gran maestro)
Bruno, di cui è incerto qualsiasi altro identificativo (... – Turaida, 1298), fu il 21º Gran Maestro dell'Ordine di Livonia, in carica dal 1296 al 1298, anno della sua morte nella battaglia di Turaida.

## Biografia
Negli anni precedenti al breve mandato di Bruno, non era mai accaduto alcun conflitto armato tra l'Ordine di Livonia e l'Arcivescovo di Riga, anche se alcune frizioni si erano già registrate qualche tempo prima.
Nel 1297, in Livonia scoppiò un grave conflitto che coinvolse gli ex cavalieri portaspada e la borghesia di Riga, supportata dai vescovi di Livonia guidati dall'Arcivescovo Johannes III von Schwerin. Fu allora che iniziò una guerra su vasta scala, che, con qualche interruzione, durò fino al 1330.

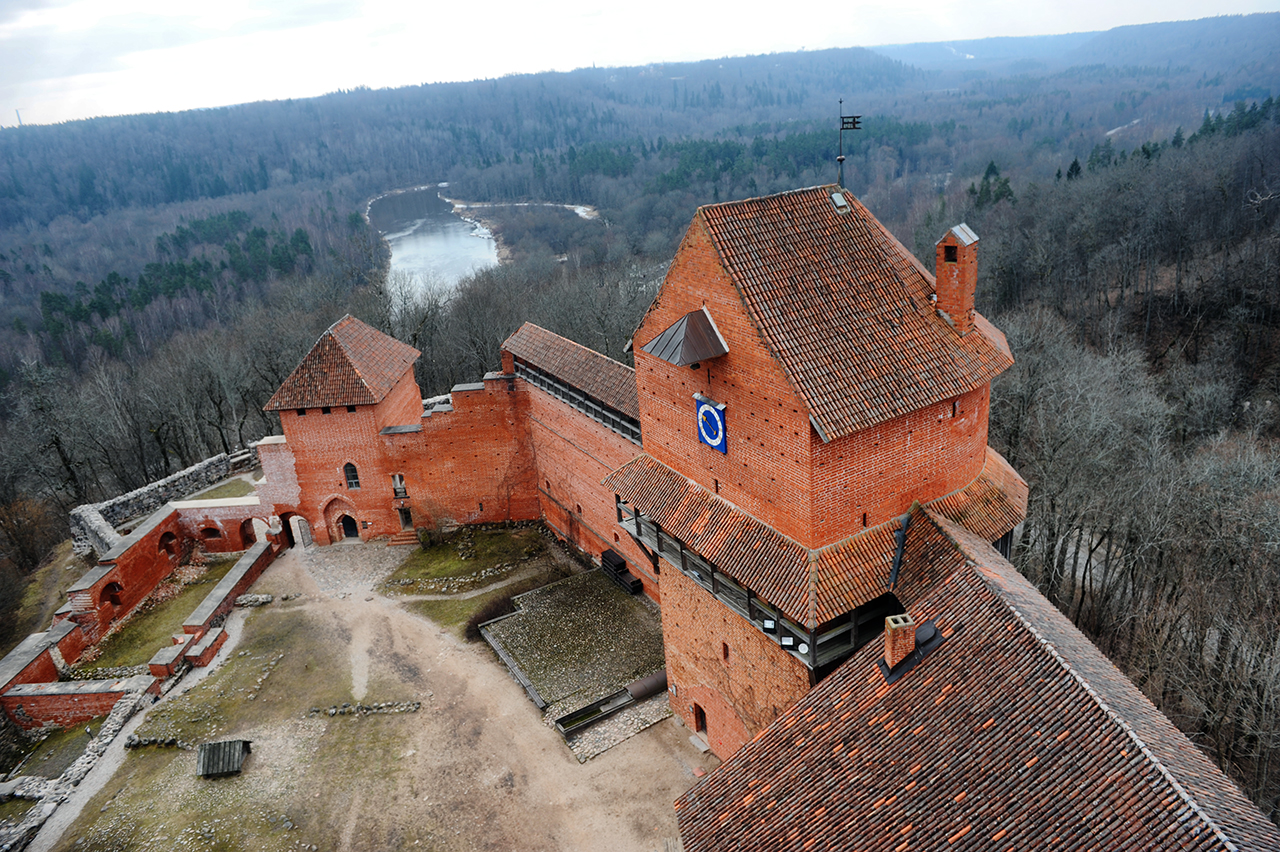
Castello di Turaida visto dall’alto, luogo presso il quale Bruno perse la vita in battaglia

Nel 1298, dopo la morte del Landmeister Bruno nella battaglia di Turaida, l'incarico di Landmeister in Livland venne affidato a Gottfried von Rogge.